# Grutas de Bétharram
Las grutas de Bétharram (del francés: Grottes de Bétharram) son una serie de grutas situadas en la frontera de los departamentos de los Pirineos Atlánticos y los Altos Pirineos y de las regiones de Aquitania y Mediodía-Pirineos, al sur de Francia. 
Las grutas fueron descubiertas y exploradas en 1810 por residentes británicos del municipio de Pau. En 1903 se habilitó su vista al público, gracias a la labor de León Ross.

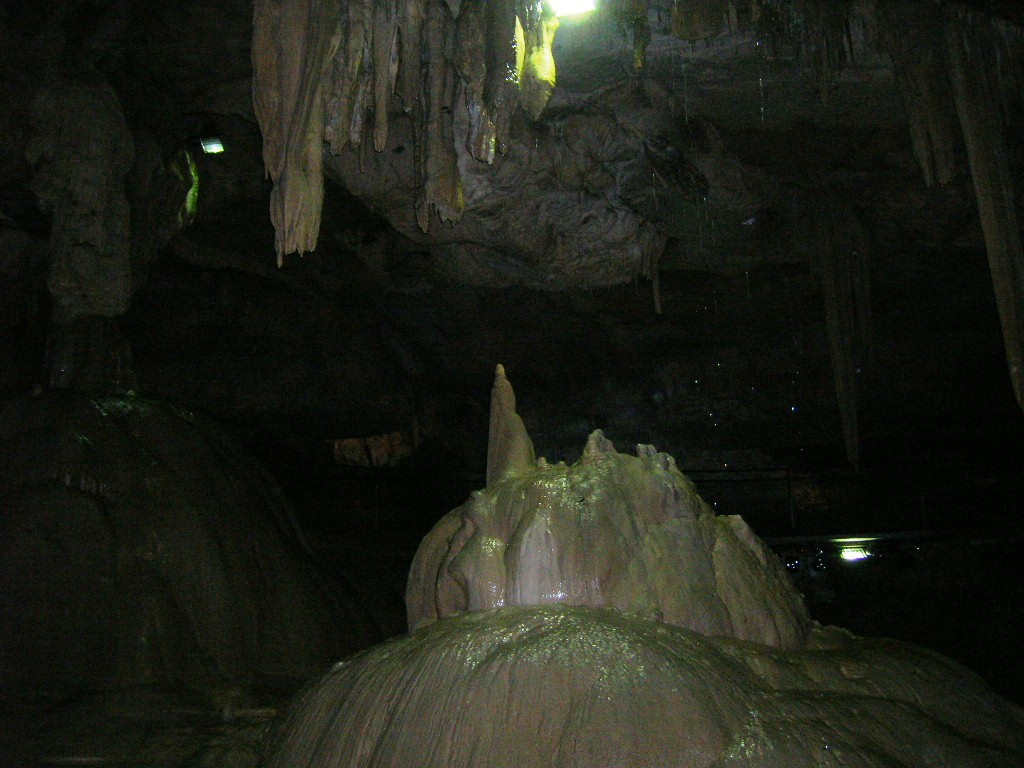
Interior de la gruta

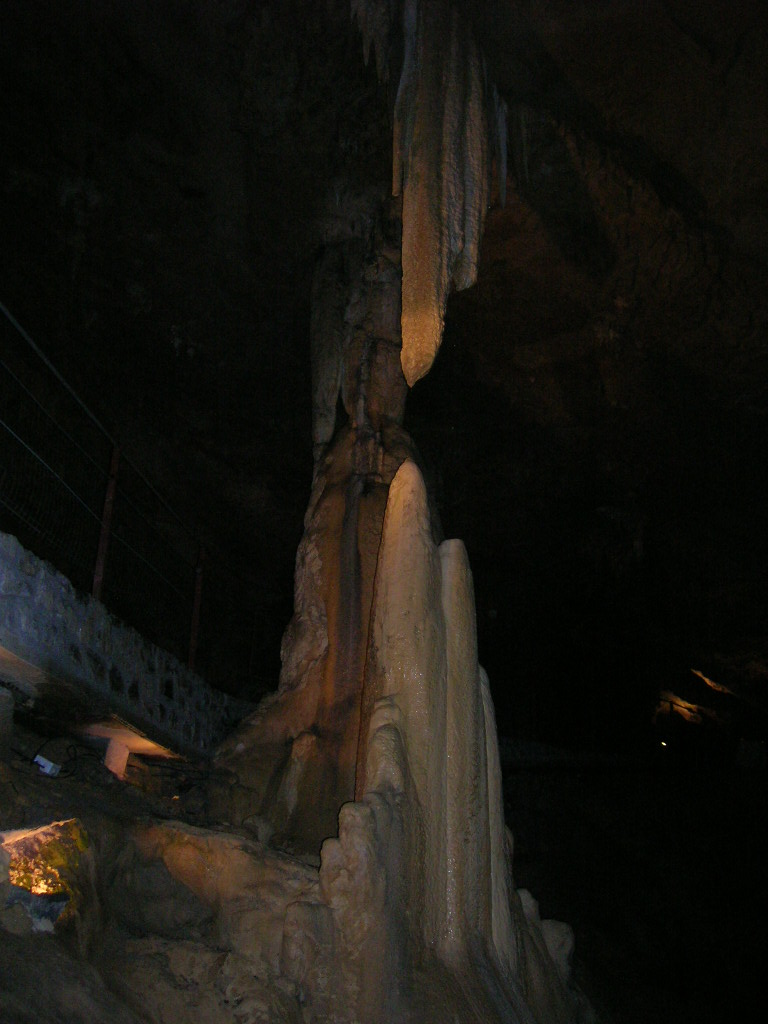
La columna en formación

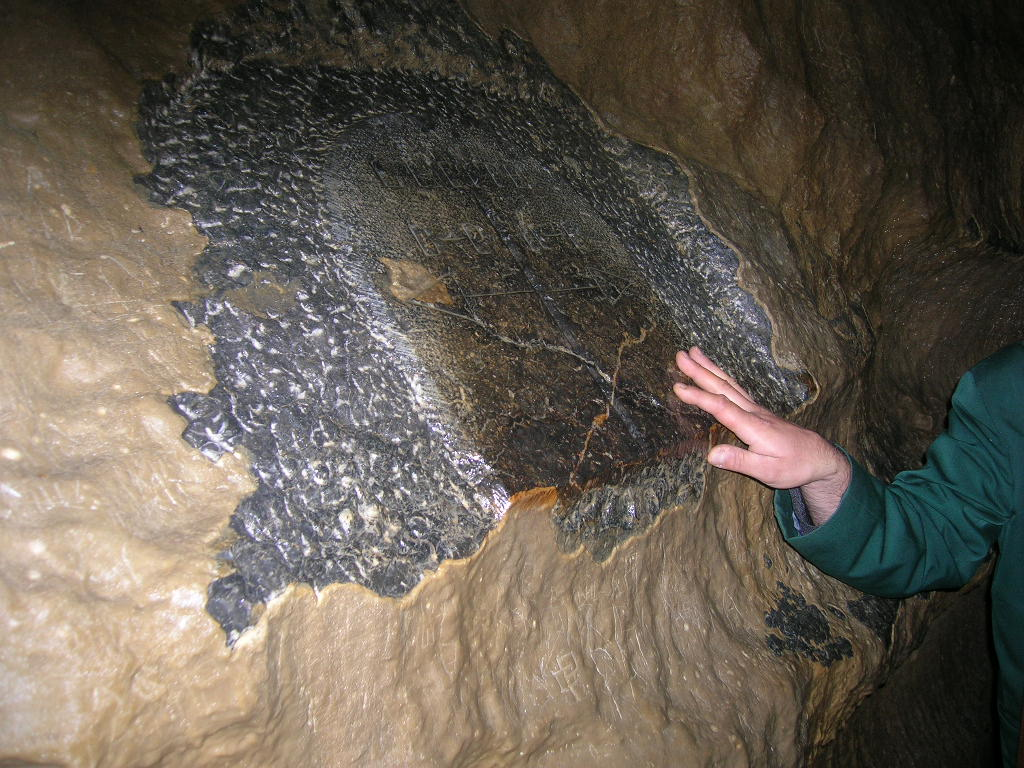
El confin entre Aquitania y Mediodía-Pirineos

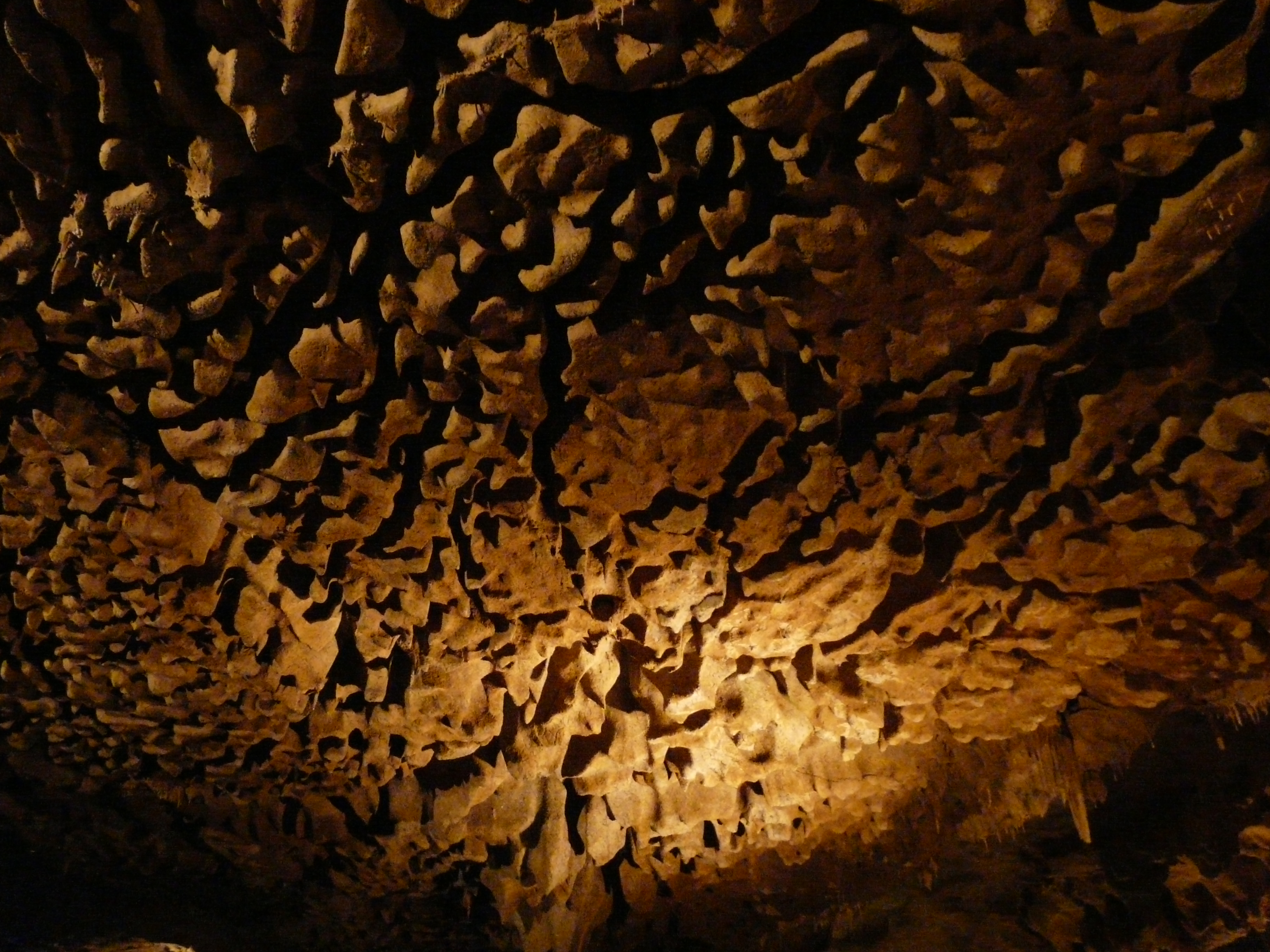
El techo estriado

Esta cueva, la más extensa de Francia y la segunda de Europa[cita requerida], comprende las comunas de Asson y Lestelle-Bétharram en los Pirineos Atlánticos, y Saint-Pé-de-Bigorre, en los Altos Pirineos. Su visita se realiza a pie, para luego tomar una barca en el río subterráneo, a 80 metros bajo el nivel del mar,[cita requerida] cruzar al otro extremo de la gruta y subirse a un tren que emprende el camino de salida a la superficie en un tramo de 800 metros. [cita requerida]
Antiguamente, las grutas estaban habitadas por osos de las cavernas pero en la actualidad la fauna se encuentra limitada a pequeñas especies de arañas y murciélagos. La humedad se hace latente conforme se avanza al drenaje del río, de entre uno y tres metros de profundidad, y del que se estima que ha cambiado su curso en los últimos milenios.
Hoy en día, la grutas pertenecen a una empresa privada con visitas guiadas en varios idiomas de la Unión Europea, donde los visitantes emprenden una travesía camino abajo. Las grutas ofrecen un panorama topográfico rico en formaciones rocosas y minerales.